# Godesjevo
Godesjevo (bulgariska: Годешево) är ett distrikt i Bulgarien.   Det ligger i kommunen Obsjtina Satovtja och regionen Blagoevgrad, i den sydvästra delen av landet, 150 km söder om huvudstaden Sofia.
Trakten runt Godesjevo består i huvudsak av gräsmarker. Runt Godesjevo är det glesbefolkat, med 9 invånare per kvadratkilometer.